# Martínovka (Oriol)
|  | Per a altres significats, vegeu «Martínovka». |

Martínovka (en rus: Мартыновка) és un poble de l'óblast d'Oriol, a Rússia, segons el cens del 2010 tenia 14 habitants. Pertany al districte municipal de Verkhóvie.